# 제주특별자치도의 민속문화재
제주특별자치도의 민속문화재는 민속문화재 중에서 제주특별자치도 내에 있는 문화재를 의미한다. 2011년 11월 30일 현재 10건의 민속문화재가 지정되어 있으며, 1건의 민속문화재가 지정해제되었다.

## 지정목록
| 번호   | 사진 | 명칭                                          | 소재지                                                          | 관리자 (단체)           | 지정일                                                                    | 참조 |
| 1호    |      | 복신미륵 (福神彌勒)                           | 제주 제주시 일원                                                | 제주시                  | 1971년 8월 25일 지정                                                      |      |
| 1-1호  |      | 동자복                                        | 제주 제주시 건입동 1275-3                                       | 제주시                  | 1971년 8월 25일 지정                                                      |      |
| 1-2호  |      | 서자복                                        | 제주 제주시 용담1동 386-3                                       | 용화사                  | 1971년 8월 25일 지정                                                      |      |
| 2호    |      | 돌하르방                                      | 제주 제주도일원                                                 | 제주시                  | 1971년 8월 25일 지정                                                      |      |
| 2-1호  |      | 돌하르방                                      | 제주 제주시 이도2동 983-1 관덕정내                              | 제주시                  | 1971년 8월 26일 지정                                                      |      |
| 2-2호  |      | 돌하르방                                      | 제주 제주시 일도2동 923번지 자연사박물관 정문 앞                | 제주시장                | 1971년 8월 26일 지정                                                      |      |
| 2-3호  |      | 돌하르방                                      | 제주 제주시 일도2동 923번지 자연사박물관 정문 앞                | 제주도                  | 1971년 8월 26일 지정                                                      |      |
| 2-4호  |      | 돌하르방                                      | 제주 제주시 제주시 이도1동 996-1                                | 제주도                  | 1971년 8월 26일 지정                                                      |      |
| 2-5호  |      | 돌하르방                                      | 제주 제주시 이도2동 983-1                                       | 제주시                  | 1971년 8월 26일 지정                                                      |      |
| 2-6호  |      | 돌하르방                                      | 제주 제주시 이도2동 983-1                                       | 제주시                  | 1971년 8월 26일 지정                                                      |      |
| 2-7호  |      | 돌하르방                                      | 제주 제주시 이도1동 1282-1번지외 (삼성혈 입구, 삼성혈 건시문전) | 제주시                  | 1971년 8월 26일 지정                                                      |      |
| 2-8호  |      | 돌하르방                                      | 제주 제주시 이도1동 삼성혈 입구                                 | 제주시                  | 1971년 8월 26일 지정                                                      |      |
| 2-9호  |      | 돌하르방                                      | 제주 제주시 이도1동 삼성혈 건시문전                             | 제주시                  | 1971년 8월 26일 지정                                                      |      |
| 2-10호 |      | 돌하르방                                      | 제주 제주시 이도1동 삼성혈 건시문전                             | 제주시                  | 1971년 8월 26일 지정                                                      |      |
| 2-11호 |      | 돌하르방                                      | 제주 제주시 아라1동 1번지 제주대학교                            | 제주시                  | 1971년 8월 26일 지정                                                      |      |
| 2-12호 |      | 돌하르방                                      | 제주 제주시 아라동 제주대 정문                                  | 제주시                  | 1971년 8월 26일 지정                                                      |      |
| 2-13호 |      | 돌하르방                                      | 제주 제주시 아라동 제주대 현관                                  | 제주시                  | 1971년 8월 26일 지정                                                      |      |
| 2-14호 |      | 돌하르방                                      | 제주 제주시 아라동 제주대 현관                                  | 제주시                  | 1971년 8월 26일 지정                                                      |      |
| 2-15호 |      | 돌하르방                                      | 제주 제주시 이도2동 1176-1번지 제주시청                         | 제주시                  | 1971년 8월 26일 지정                                                      |      |
| 2-16호 |      | 돌하르방                                      | 제주 제주시 이도1동 1176-1번지 제주시청                         | 제주시                  | 1971년 8월 26일 지정                                                      |      |
| 2-17호 |      | 돌하르방                                      | 제주 제주시 연동 302-3번지외 1필지                              | 제주시                  | 1971년 8월 26일 지정                                                      |      |
| 2-18호 |      | 돌하르방                                      | 제주 제주시 연동 KBS 현관                                       | 제주시                  | 1971년 8월 26일 지정                                                      |      |
| 2-19호 |      | 돌하르방                                      | 제주 제주시 용담2동                                             | 제주특별자치도 제주시장 | 1971년 8월 26일 지정                                                      |      |
| 2-20호 |      | 돌하르방                                      | 제주 제주시 용담2동 공항입구                                    | 제주특별자치도 제주시장 | 1971년 8월 26일 지정                                                      |      |
| 2-21호 |      | 돌하르방                                      | 제주 제주시 아라동 목석원 경내                                  | 제주시                  | 1971년 8월 26일 지정                                                      |      |
| 2-22호 |      | 돌하르방                                      | 제주 서귀포시 표선면 성읍리 동문 : 북우                         | 서귀포시                | 1971년 8월 26일 지정                                                      |      |
| 2-23호 |      | 돌하르방                                      | 제주 서귀포시 표선면 성읍리 동문 : 북좌                         | 서귀포시                | 1971년 8월 26일 지정                                                      |      |
| 2-24호 |      | 돌하르방                                      | 제주 서귀포시 남제주군 표선면 성읍이 동문 : 남우                | 서귀포시                | 1971년 8월 26일 지정                                                      |      |
| 2-25호 |      | 돌하르방                                      | 제주 서귀포시 표선면 성읍리 동문 : 남좌                         | 서귀포시                | 1971년 8월 26일 지정                                                      |      |
| 2-26호 |      | 돌하르방                                      | 제주 서귀포시 표선면 성읍리 서문 : 북우                         | 서귀포시                | 1971년 8월 26일 지정                                                      |      |
| 2-27호 |      | 돌하르방                                      | 제주 서귀포시 표선면 성읍리 서문 : 북좌                         | 서귀포시                | 1971년 8월 26일 지정                                                      |      |
| 2-28호 |      | 돌하르방                                      | 제주 서귀포시 표선면 성읍리 서문 : 남우                         | 서귀포시                | 1971년 8월 26일 지정                                                      |      |
| 2-29호 |      | 돌하르방                                      | 제주 서귀포시 표선면 성읍리 서문 : 남좌                         | 서귀포시                | 1971년 8월 26일 지정                                                      |      |
| 2-30호 |      | 돌하르방                                      | 제주 서귀포시 표선면 성읍리 남문 : 동우                         | 서귀포시                | 1971년 8월 26일 지정                                                      |      |
| 2-31호 |      | 돌하르방                                      | 제주 서귀포시 표선면 성읍리 남문 : 동좌                         | 서귀포시                | 1971년 8월 26일 지정                                                      |      |
| 2-32호 |      | 돌하르방                                      | 제주 서귀포시 표선면 성읍리 넘뮨 : 서우                         | 서귀포시                | 1971년 8월 26일 지정                                                      |      |
| 2-33호 |      | 돌하르방                                      | 제주 서귀포시 표선면 성읍리 남문 : 서좌                         | 서귀포시                | 1971년 8월 26일 지정                                                      |      |
| 2-34호 |      | 돌하르방                                      | 제주 서귀포시 대정읍 보성리 신편간 도로변                       | 서귀포시                | 1971년 8월 26일 지정                                                      |      |
| 2-35호 |      | 돌하르방                                      | 제주 서귀포시 대정읍 보성리사무소 입구 : 남                     | 서귀포시                | 1971년 8월 26일 지정                                                      |      |
| 2-36호 |      | 돌하르방                                      | 제주 서귀포시 대정읍 보성리 리사무소 입구 : 북                  | 서귀포시                | 1971년 8월 26일 지정                                                      |      |
| 2-37호 |      | 돌하르방                                      | 제주 서귀포시 대정읍 보성리 서문 옹성내                         | 서귀포시                | 1971년 8월 26일 지정                                                      |      |
| 2-38호 |      | 돌하르방                                      | 제주 서귀포시 대정읍 보성리 보성초등학교 운동장 입구            | 서귀포시                | 1971년 8월 26일 지정                                                      |      |
| 2-39호 |      | 돌하르방                                      | 제주 서귀포시 대정읍 보성리 보성초등학교 입구 : 북              | 서귀포시                | 1971년 8월 26일 지정                                                      |      |
| 2-40호 |      | 돌하르방                                      | 제주 서귀포시 대정읍 보성리 보성초등학교 입구 : 남              | 서귀포시                | 1971년 8월 26일 지정                                                      |      |
| 2-41호 |      | 돌하르방                                      | 제주 서귀포시 대정읍 인성리 남문 : 동                           | 서귀포시                | 1971년 8월 26일 지정                                                      |      |
| 2-42호 |      | 돌하르방                                      | 제주 서귀포시 대정읍 보성리 남문 : 서                           | 서귀포시                | 1971년 8월 26일 지정                                                      |      |
| 2-43호 |      | 돌하르방                                      | 제주 서귀포시 대정읍 안성리 추사관입구 : 동                     | 서귀포시                | 1971년 8월 26일 지정                                                      |      |
| 2-44호 |      | 돌하르방                                      | 제주 서귀포시 대정읍 안성리 추사관 입구 : 서                    | 서귀포시                | 1971년 8월 26일 지정                                                      |      |
| 2-45호 |      | 돌하르방                                      | 제주 서귀포시 대정읍 인성리 동문옹성내                          | 서귀포시                | 1971년 8월 26일 지정                                                      |      |
| 3호    |      | 제주도의초가 (濟州道의草家)                   | 제주 제주도일원                                                 | 남제주군                | 1978년 11월 14일 지정                                                     |      |
| 3-1호  |      | 강운봉가옥                                    | 제주 제주시 삼양2동 2100-13                                     | 강운봉                  | 1978년 11월 14일 지정                                                     |      |
| 3-8호  |      | 문형행가옥                                    | 제주 제주시 애월읍 하가로 141-23 (하가리)                       |                         | 1978년 11월 14일 지정                                                     |      |
| 3-9호  |      | 변효정가옥                                    | 제주 제주시 애월읍 하가리 977                                   | 변효정                  | 1978년 11월 14일 지정                                                     |      |
| 3-20호 |      | 조규창가옥                                    | 제주 제주시 조천읍 신촌리 2462                                  | 조규창                  | 1978년 11월 14일 지정                                                     |      |
| 3-45호 |      | 양금석가옥                                    | 제주 서귀포시 남원읍 신예1리 1313                               | 양금석                  | 1978년 11월 14일 지정                                                     |      |
| 3-46호 |      | 송종선가옥 (宋宗善家屋)                       | 제주 서귀포시 표선면 하천리 720                                 | 송종선                  | 1978년 11월 14일 지정                                                     |      |
| 4호    |      | 제주도의와가 (濟州道의瓦家)                   | 제주 제주도일원                                                 | 사유                    | 1978년 11월 14일 지정                                                     |      |
| 4-1호  |      | 김석윤가옥 (金石崙家屋)                       | 제주 제주시 화북동 1933-9                                       | 김석륜                  | 1978년 11월 14일 지정                                                     |      |
| 4-5호  |      | 조천리 황씨 종손 가옥 (朝天里 黃氏 宗孫 家屋) | 제주 제주시 조천읍 조천리 2373                                  | 황태희                  | 1978년 11월 14일 지정                                                     |      |
| 4-6호  |      | 조군현가옥                                    | 제주 제주시 조천읍 신촌리 2462                                  | 조운현                  | 1978년 11월 14일 지정                                                     |      |
| 5호    |      | 남방아                                        | 제주 제주시 제주대학교 박물관                                   | 제주대학교박물관        | 1991년 6월 4일 지정                                                       |      |
| 6호    |      | 제구 (喪輿)                                   | 제주 제주시 일도2동 996-1                                       | 제주도민속자연사박물관  | 1991년 6월 4일 지정                                                       |      |
| 7호    |      | 무신도 (巫神圖)                               | 제주 제주시 아라동 1-1                                          | 제주대학교박물관        | 1991년 6월 4일 지정, 2001년 11월 30일 해제, 중요민속문화재 제240호로 승격 |      |
| 8호    |      | 방사탑 (防邪塔)                               | 제주 제주도일원                                                 | 제주시                  | 1995년 8월 26일 지정                                                      |      |
| 8-1호  |      | 몰래물마을방사탑1호 (몰래물마을防邪塔1호)     | 제주 제주시 도두2동 690-1                                       | 제주시                  | 1995년 8월 26일 지정                                                      |      |
| 8-2호  |      | 몰래물마을방사탑2호 (몰래물마을防邪塔2호)     | 제주 제주시 도두2동 690-1                                       | 제주시                  | 1995년 8월 26일 지정                                                      |      |
| 8-3호  |      | 골왓마을방사탑1호 (골왓마을防邪塔1호)         | 제주 제주시 이호2동 1519-1,1521-2,1513-1경계 일원               | 제주시                  | 1995년 8월 26일 지정                                                      |      |
| 8-4호  |      | 골왓마을방사탑2호 (골왓마을防邪塔2호)         | 제주 제주시 이호2동 1529-2,1521-2,1521-1경계 일원               | 제주시                  | 1995년 8월 26일 지정                                                      |      |
| 8-5호  |      | 골왓마을방사탑3호 (골왓마을防邪塔3호)         | 제주 제주시 이호2동 1529-1,1529-2,1521-1,1528경계               | 제주시                  | 1995년 8월 26일 지정                                                      |      |
| 8-6호  |      | 골왓마을방사탑4호 (골왓마을防邪塔4호)         | 제주 제주시 이호2동 1544,1528,1545경계 일원                     | 제주시                  | 1995년 8월 26일 지정                                                      |      |
| 8-7호  |      | 골왓마을방사탑5호 (골왓마을防邪塔5호)         | 제주 제주시 이호2동 1414-2,1411-1경계 일원                      | 제주시                  | 1995년 8월 26일 지정                                                      |      |
| 8-8호  |      | 용수마을방사탑1호 (용수마을防邪塔1호)         | 제주 제주시 한경면 용수리 4238-2공유수면                        | 제주시                  | 1995년 8월 26일 지정                                                      |      |
| 8-9호  |      | 용수마을방사탑2호 (용수마을防邪塔2호)         | 제주 제주시 한경면 용수리 4274-1공유수면                        | 제주시                  | 1995년 8월 26일 지정                                                      |      |
| 8-10호 |      | 신흥리방사탑1호 (신흥리防邪塔1호)             | 제주 제주시 조천읍 신흥리 59-6번지 주변 공유수면                | 제주시                  | 1995년 8월 26일 지정                                                      |      |
| 8-11호 |      | 신흥리방사탑2호 (신흥리防邪塔2호)             | 제주 제주시 조천읍 신흥리 731-5외 1                             | 제주시                  | 1995년 8월 26일 지정                                                      |      |
| 8-12호 |      | 무릉리방사탑1호 (무릉리防邪塔1호)             | 제주 서귀포시 대정읍 무릉1리 3094,3094-1,4097경계               | 서귀포시                | 1995년 8월 26일 지정                                                      |      |
| 8-13호 |      | 무릉리방사탑2호 (무릉리防邪塔2호)             | 제주 서귀포시 대정읍 무릉1리 3099-3,3100-3경계                  | 서귀포시                | 1995년 8월 26일 지정                                                      |      |
| 8-14호 |      | 무릉리방사탑3호 (무릉리防邪塔3호)             | 제주 서귀포시 대정읍 무릉1리 3126-2,3126-5,4097경계             | 서귀포시                | 1995년 8월 26일 지정                                                      |      |
| 8-15호 |      | 무릉리방사탑4호 (무릉리防邪塔4호)             | 제주 서귀포시 대정읍 무릉1리 3126-1                             | 서귀포시                | 1995년 8월 26일 지정                                                      |      |
| 8-16호 |      | 인성리방사탑1호 (인성리防邪塔1호)             | 제주 서귀포시 대정읍 인성리 497,493경계                         | 서귀포시                | 1995년 8월 26일 지정                                                      |      |
| 8-17호 |      | 인성리방사탑2호 (인성리防邪塔2호)             | 제주 서귀포시 대정읍 인성리 490-1,490-2,495-1경계               | 서귀포시                | 1995년 8월 26일 지정                                                      |      |
| 9-1호  |      | 송당본향당                                    | 제주 제주시 구좌읍 송당리 산199-1                               | 송당마을회              | 2005년 4월 6일 지정                                                       |      |
| 9-2호  |      | 새미하로산당                                  | 제주 제주시 회천동1058                                          | 회천동마을회            | 2005년 4월 6일 지정                                                       |      |
| 9-3호  |      | 와흘본향당                                    | 제주 제주시 와흘리 1273번지외 5필지                             | 와흘리마을회            | 2005년 4월 6일 지정                                                       |      |
| 9-4호  |      | 수산본향당                                    | 제주 서귀포시 성산읍 수산리 451                                 | 서귀포시                | 2005년 4월 6일 지정                                                       |      |
| 9-5호  |      | 월평다리굿당                                  | 제주 제주시 월평동1137                                          | 마을회                  | 2005년 4월 6일 지정                                                       |      |
| 10호   |      | 제주 해녀의 물옷과 물질도구                   | 제주 제주시                                                     | 제주해녀박물관          | 2008년 12월 2일 지정                                                      |      |
| 11호   |      | 하가리 문귀인 가옥                            | 제주 제주시 애월읍 하가로1길 2-5(하가리 916-2)번지              | 애월읍 하가리 마을회    | 2012년 5월 23일 지정                                                      |      |